# Красносельский, Иван Михайлович
Красносельский Иван Михайлович (1913, Евлашевка — 7 ноября 1941, Дуванкой) — Герой Советского Союза, в годы Великой Отечественной войны стрелок 18-го отдельного батальона морской пехоты Береговой обороны Черноморского флота, краснофлотец.

## Биография
Родился в 1913 году в селе Евлашевка, ныне село Красносельское Борзнянского района Черниговской области. Украинец.
Образование 7 классов. Член ВКП(б).
Был женат. Жена — Красносельская Федора Ивановна. Вместе с женой и сыном жил и работал в Крыму, в посёлке Ислам-Терек Кировского района. Работал в Ислам-Терской МТС.
В Военно-Морской Флот призван в 1941 год Кировским райвоенкоматом Крымской АССР. По другим, более растиражированным данным, до войны Иван Красносельский работал в Керченском морском порту, рядом с которым и проживал с семьей. Услышав по радио о начале войны, он обратился в военный комиссариат с просьбой направить его на фронт добровольцем.
7 ноября 1941 года в составе группы краснофлотцев во главе с политруком Николаем Фильченковым участвовал в бою с немецкими частями в районе села Дуванкой (ныне село Верхнесадовое в административных границах Севастополя). Погиб в этом бою.
Похоронен в братской могиле на кладбище поселка Дергачи (ныне — Нахимовский район Севастополя).

## Награды
- Указом Президиума Верховного Совета СССР от 23 октября 1942 года за образцовое выполнение боевых заданий командования на фронте в борьбе с немецко-фашистскими захватчиками и проявленные при этом мужество и героизм краснофлотцу Красносельскому Ивану Михайловичу присвоено звание Героя Советского Союза (посмертно)[1].

## Память
В честь земляка — Героя Советского Союза переименовано в Красносельское село Евлашевка Борзнянского района. В селе установлен бюст Ивана Михайловича Красносельского, а на памятном знаке односельчанам, погибшим во время Великой Отечественной войны — мемориальная доска.
Именем И. М. Красносельского названа улица на родине Героя — в городе Борзна (бывшая улица Розы Люксембург). В 1951 году — улица в Нахимовском районе Севастополя (между улицами Истомина и Одинцова). Есть улица Красносельского в Чернигове.
Имя Красносельского получило и село Яны-Басалак в Крыму. Близ посёлка Верхнесадовое сооружён памятник участникам боя 7 ноября 1941 года.

## Критика
Детальный анализ немецких документов в последних исторических работах показывает на полное отсутствие танков и танковых частей с составе наступающей 11-й армии Э. Манштейна, у которой имелась только самоходная артиллерия в составе 190-го дивизиона штурмовых орудий и легкая разведывательная бронетехника. На этом основании конкретные обстоятельства подвига группы Н. Фильченкова подвергаются серьёзным сомнениям. Основная советская версия подвига основана на  статье старшего политрука  заведующего отделом агитации и пропаганды газеты «Красный Черноморец» Меера Наумовича Когута, которая была написана через 7 месяцев после событий. Она не основана  на официальных донесениях разведгруппы и вообще нет ссылок на конкретных выживших участников боя.
Вот как описан М. Когутом источник статьи:

Об этом беспримерном подвиге пяти черноморцев защитники Севастополя передавали из уст в уста. Но никто не знал имен бойцов, которые в тяжелые для города дни своей грудью преградили фашистским танкам путь к Севастополю. На днях нам пришлось встретиться с одним моряком, который и рассказал всю историю этого подвига.
В статье не только подробно расписаны действия каждого участника боя, но и приводятся фантастические подробности наподобие атаки советских позиций под прикрытием отары овец, уничтожения экипажей танков из стрелкового оружия через смотровые щели. В середине статьи безымянные герои внезапно получают конкретные фамилии и звания. Сам М. Н. Коган в после взятия Севастополя в 1942 году попал в плен и погиб, поэтому его источники невозможно проверить. При этом выживший матрос морской пехоты Г. Е. Замиховский в декабрьских боях за Севастополь награждённый медаль "За отвагу", в своих воспоминаниях даёт другую картину происшедшего:

А вот "знаменитого" подвига группы политрука Фильченкова я не помню! Вы уж меня простите, но я был под Дуванкой 7-го ноября, и наша рота стояла сразу позади 18-го батальона морской пехоты под командованием Черноусова. Не было там немецких танков! Танки шли на позиции сводного батальона курсантов училища береговой обороны имени Ленинского комсомола. Батальон занимал позиции возле Бахчисарая. Найдите в России двух бывших курсантов Ройтбурга и Исраилевича. Они еще живы. Пусть вам расскажут, как 1200 моряков этого батальона с учебными винтовками геройски закрыли грудью Севастополь, и почти все там сложили свои головы.
Из непреложных фактов сейчас имеется выдвижение группы Фильченкова навстречу передовым разведотрядам группы Циглера, в составе которых могла быть легкая бронетехника, и возможно, самоходные орудия Stug III из 190-й дивизиона штурмовых орудий. Группа приняла бой с неизвестными результатами и погибла в полном составе, что никак не умаляет подвиг её бойцов.